# Механізм передачі інфекції
Механізм передачі інфекції (англ. pathogen transmission) — епідеміологічний термін, який означає закономірно сформований у процесі еволюції спосіб переміщення збудника від джерела інфекції до сприйнятливого організму людини або тварини. У зарубіжній медичній практиці відповідає терміну «трансмісія» стосовно інфекційних хвороб (англ. Transmission in medicine).
Сучасне епідеміологічне вчення виходить з визнання паразитичної природи збудників всіх інфекційних хвороб. Звідси випливають також широко визнані положення про те, що:
- природним джерелом збудників інфекційних хвороб, що уражають людину, служить заражений організм людини або тварини;
- будучи паразитом людського чи тваринного організму, збудник хвороби адаптований до паразитування в організмі свого «біологічного хазяїна».

При цьому, однак, збудники не байдуже ставляться до того, в якому органі, тканині або системі організму вони знаходяться.
Це властивість прийнято називати «Органотропність». Воно є продуктом еволюційного пристосування даного паразитичного організму в середовищі свого проживання.
По суті кажучи, кожна інфекційна хвороба, що має свого специфічного збудника, за винятком випадків дуже близької генетичної спорідненості між ними, розвивалася своїм особливим шляхом, а тому і властивий їй механізм передачі, хоча б в деталях, відрізняються якщо не вираженою специфічністю, то принаймні своєрідністю. Однак окремі інфекційні хвороби зближуються за формою своїх механізмів передачі настільки, що їх можна на цій основі об'єднувати в групи з хвороб з подібним механізмом передачі. На цій основі може бути багато типів механізму передачі, властивих інфекційним хворобам людини.
Оперувати безліччю несистематизованих нозологічних форм за окремими видами збудників — понад 6500, було неможливо. Тому з'явилося безліч класифікацій інфекційних хвороб, побудованих за етіологічними, клінічними та епідеміологічними ознаками. Однак, всі вони носили емпіричний характер і багато хто був з елементами еклектизму. У 1947 році Л. В. Громашевський сформулював свої принципи класифікації інфекційних хвороб, дав ґрунтовне теоретичне обґрунтування їхньої концепції. На відміну від всіх попередніх, класифікація інфекційних хвороб Л. В. Громашевського заснована на комплексних об'єктивних ознаках — механізмі передачі та специфічній локалізації збудника в макроорганізмі, які представляють собою ланцюг взаємопов'язаних і взаємообумовлених одне до одного явищ, що забезпечують реалізацію основного закону паразитизму — закономірну зміну мікроорганізмом індивідуального хазяїна. З останнім пов'язане походження паразита, формування основних його біологічних властивостей і збереження в природі як біологічного виду.

## Класична класифікація інфекційних хвороб
Відповідно до механізму передачі інфекції і місця первинної локалізації збудника в макроорганізмі усі інфекційні хвороби були розділені на 4 групи:
- кишкові, механізм передачі фекально-оральний, фактори передачі вода, їжа, побутові предмети та контакти; місце первинної локалізації збудників в організмі — шлунково-кишкова система.
- кров'яні, механізм передачі трансмісивний, через укуси комах, місце первинної локалізації збудників в організмі кров'яні клітинні елементи або ендотелій кровоносних судин.
- інфекції дихальних шляхів, механізм передачі повітряно-крапельний, шляхи передачі через вдихання часточок слини, секрету з носа, харкотиння, пилу тощо; місце первинної локалізації різні відділи дихальної системи.
- інфекції зовнішніх покривів, механізм передачі контактний, через пошкоджену шкіру або слизові оболонки. Сюди також відносять інфекційні хвороби, що передаються статевим шляхом, який є часткою контактного механізму (венеричні хвороби, захворювання, що передаються статевим шляхом).

Класифікація ця була визнана більшістю фахівців епідеміологічного і клінічного профілів. Знайшла вона відображення й в систематиці інфекційних хвороб у тварин. У світовій медицині також використовують таку класифікацію з невеликими змінами.

## Доповнення до класифікації
Надалі стало зрозумілим, що класифікація потребує доповнення, що й було зроблено. Було додано поділ на антропонози і зоонози, тому що передача антропонозних хвороб точно вкладається у цю класифікацію, тоді як зоонозні мають іноді відхилення. Були введення уточнення стосовно сапронозів. Деякі хвороби, зокрема чума, мали практично рівноцінні можливості передаватися усіма традиційними механізмами передачі, через що довелося виділити ще групу хвороб, які передаються багатьма механізмами. Було також вирішено виділити групу хвороб, що передаються від матері до плода та новонародженого, тобто реалізується вертикальний механізм передачі інфекції. Поява деяких технічних засобів призвела до формування деяких хвороб, зокрема, легіонельозу, при якому живого джерела інфекції немає, а збудник існує на допаразитичній стадії у залишках води всередині кондиціонерів, душового устаткування тощо. Це призвело до того, що було започатковано групу хвороб, що передаються артифіціальним механізмом передачі. Через навалу передачі деяких збудників, зокрема вірусів гепатиту В, С, ВІЛ, через медичні та немедичні інструменти, переливання препаратів крові тощо (гемоконтактний механізм передачі інфекції), було запропоновано розглядати хвороби з гемоконтактною передачею.

## Сутність механізму передачі
Механізм передачі інфекції включає три компоненти:
- виділення збудника із зараженого організму — джерела інфекції;
- циркуляцію збудника у довкіллі;
- потрапляння до чергового сприйнятливого організму.

У другому і третьому компоненті передача реалізується за допомогою факторів (шляхів) передачі — елементів довкілля, що забезпечують безпосередній перенос збудників від одного організму до іншого. Виділять 6 таких факторів передачі:
- їжа;
- вода;
- повітря;
- ґрунт;
- предмети побуту, ужитку та виробничої обстановки;
- живі переносники.

Способи виведення збудника з зараженого організму і впровадження в сприйнятливий організм визначає його специфічна локалізація в організмі хазяїна. У свою чергу локалізацію визначає механізм передачі збудника від зараженого організму в заражає, тобто існує закон відповідності механізму передачі основної (епідеміологічної) локалізації збудника в організмі хазяїна.

## Види механізмів передачі
- фекально-оральний — коли патогени, які містяться у випорожненнях джерела інфекції, потрапляють до травної системи здорової людини чи тварини (сприйнятливий контингент) через рот.
- трансмісивний (кров'яний) — передача інфекції від джерела відбувається через укус комах (блохи, комарі, кліщі тощо) або втирання їхніх решток чи фекалій (воші).
- повітряно-крапельний (аерогенний, респіраторний, дихальний) — передача відбувається від джерела інфекції через активне виділення збудника з секретами респіраторної системи.
- контактний (включає статевий шлях) — передача інфекції відбувається від різних джерел через макро- і мікропошкодження шкіри або слизових, зокрема через укус тварин, травматизацію тощо.
- вертикальний — специфічна передача, яка відбувається від матері до плода впродовж вагітності, під час пологів та першого тижня від народження дитини.
- артифіціальний — рідкісний механізм передачі, якій відбувається за допомогою технічних засобів (зокрема, як при легіонельозі, коли зараження відбувається через кондиціонери). На сьогодні цей механізм не визнаний усіма науковцями.
- гемоконтактний — механізм передачі, при якому відбувається передача від людини — джерела інфекції через застосування медичних (переливання препаратів крові, ін'єкції, оперативні втручання тощо) або немедичних (внутрішньовенне введення наркотичних речовин, татуаж тощо) маніпуляцій, при яких відбувається пошкодження шкіри або / та слизових оболонок і потрапляння часточок крові у кровоток сприйнятливої здорової людини.